# Aptesis erratica
Aptesis erratica är en stekelart som först beskrevs av Holmgren 1869.  Aptesis erratica ingår i släktet Aptesis och familjen brokparasitsteklar. Inga underarter finns listade.